# Lower Brulé Indijanci
Kutawichasha (Lower Brulé, Kul Wicasa Oyate), jedna od dviju glavnih skupina Brulé ili Sicangu Indijanaca s rijeke Missouri u Južnoj Dakoti. Danas žive pod imenom Kul Wicasa Oyate na rezervatu Lower Brule u okruzima Lyman i Stanley, Južna Dakota. Plemensko središte nalazi se u gradu Lower Brule. Populacija u novije vrijeme iznosi preko 2,500, od čega 1,300 na rezervatu.

## Vanjske poveznice
- KUL WICASA OYATE - Lower Brule Sioux Tribe  Arhivirana inačica izvorne stranice od 10. lipnja 2008. (Wayback Machine)
- Lower Brule Sioux Tribe
- Lower Brule Sioux Tribe  Arhivirana inačica izvorne stranice od 25. srpnja 2008. (Wayback Machine)